# Hebesfenomegacoroană
În geometrie hebesfenomegacoroana este unul dintre poliedrele Johnson, (J89). Este unul dintre poliedrele elementare Johnson care nu se pot obține prin „tăiere și lipire” ale poliedrelor platonice sau arhimedice. Având 21 de fețe, este un enicosaedru.

## Construcție
Johnson folosește prefixul hebesfeno- pentru a se referi la un complex asemănător unei pene format din trei lunule adiacente (o lunulă fiind un pătrat cu triunghiuri echilaterale atașate pe laturile opuse). De asemenea, sufixul -megacoroană se referă la un complex în formă de coroană format din 12 triunghiuri, în contrast cu complexul mai mic, format din 8 triunghiuri, din sfenocoroană. Unirea ambelor complexe produce hebesfenomegacoroana.

## Mărimi asociate

### Coordonate carteziene
Pentru a calcula coordonatele carteziene pentru hebesfenomegacoronă, fie a ≈ 0,21684 a doua cea mai mică rădăcină pozitivă a polinomului de gradul 10
{\displaystyle {\begin{aligned}&26880x^{10}+35328x^{9}-25600x^{8}-39680x^{7}+6112x^{6}\\&+13696x^{5}+2128x^{4}-1808x^{3}-1119x^{2}+494x-47\end{aligned}}}
Atunci, coordonatele carteziene ale unei hebesfenomegacoroane cu lungimea laturilor 2 sunt date de reuniunea orbitelor punctelor
{\displaystyle {\begin{aligned}&\left(1,1,2{\sqrt {1-a^{2}}}\right),\ \left(1+2a,1,0\right),\ \left(0,1+{\sqrt {2}}{\sqrt {\frac {2a-1}{a-1}}},-{\frac {2a^{2}+a-1}{\sqrt {1-a^{2}}}}\right),\ \left(1,0,-{\sqrt {3-4a^{2}}}\right),\\&\left(0,{\frac {{\sqrt {2(3-4a^{2})(1-2a)}}+{\sqrt {1+a}}}{2(1-a){\sqrt {1+a}}}},{\frac {(2a-1){\sqrt {3-4a^{2}}}}{2(1-a)}}-{\frac {\sqrt {2(1-2a)}}{2(1-a){\sqrt {1+a}}}}\right)\end{aligned}}}
sub acțiunea grupului generat de reflexiile față de planele xz și yz.

### Arie și volum
Următoarele formule pentru arie, A și volum, V sunt stabilite pentru lungimea laturilor tuturor poligoanelor (care sunt regulate) a:
{\displaystyle A={\frac {3}{2}}(2+3{\sqrt {3}})\,a^{2}\approx 10,794229~a^{2},}
Pentru volum se calculează {\displaystyle \xi } ca rădăcina minimă pozitivă a polinomului de gradul 20:
   47330370277129322496 x20

− 722445512980071186432 x18

+ 3596480447590271287296 x16

− 3596480447590271287296 x14

+ 8973584611317745975296 x12

− 3065290664181478981632 x10

+ 366229890219212144640 x8

− 8337259437908852736 x6

− 22211277300912896 x4

+ 132615435213216 x2

+ 2693461945329 ,
cu care volumul este:
{\displaystyle V=\xi \,a^{3}\approx 2,912910~a^{3}.}